# Phyllanthus sylvincola
Phyllanthus sylvincola är en emblikaväxtart som beskrevs av Spencer Le Marchant Moore. Phyllanthus sylvincola ingår i släktet Phyllanthus och familjen emblikaväxter. Inga underarter finns listade i Catalogue of Life.